# Lingua romanì vlax
Il romanì vlax è una lingua della famiglia della lingua romanì. I dialetti Vlax sono parlate principalmente nell'Europa sud-orientale da persone rom. Il Romanì Vlax è talvolta indicato come una lingua indipendente. Il Romanì Vlax è il sottogruppo dialettale più parlato della lingua romanì in tutto il mondo.

## Nome
Il nome della lingua deriva da "Vlach" (valacchi), un exonimo medievale che si riferisce ai rumeni, poiché tutti i dialetti Vlax condividono una vasta influenza del rumeno sul vocabolario, fonologia e morfologia. Ci sono state molte ondate migratorie di rom dalla Romania, alcuni dei quali collegati all'abolizione della schiavitù del XIX secolo in Romania .  Questo nome fu coniato dallo studioso britannico Bernard Gilliat-Smith nel suo studio del 1915 sui rom bulgari, in cui per la prima volta divise i dialetti romanì in Vlax e non-Vlax, a seconda che fossero influenzati o meno dal rumeno.
La somiglianza delle parole Romanì e Romania è una coincidenza, in quanto non sono etimologicamente correlate.

## Classificazione
Il Romanì Vlax è classificato in due gruppi: Vlax I, o  Vlax settentrionale (compresi Kalderash e Lovari), e Vlax II, o Vlax meridionale.
Elšík  usa questa classificazione ed esempi dialettali (informazioni geografiche da Matras  ): 
| Sottogruppo         | Dialetto          | Posto                                                     |
| ------------------- | ----------------- | --------------------------------------------------------- |
| Vlax ucraino        | -                 | Ucraina                                                   |
| Vlax settentrionale | Cerhari           | Ungheria                                                  |
|                     | Lovari ungherese  | Ungheria                                                  |
|                     | Slovacchia        |                                                           |
|                     | Lovari austriaco  | Austria                                                   |
|                     | Lovari polacco    | Polonia                                                   |
|                     | Norwegian Lovari  | Norvegia                                                  |
|                     | Serbian Kalderaš  | Serbia                                                    |
|                     | Kalderaš italiano | Italia                                                    |
|                     | Kalderaš russo    | Russia                                                    |
|                     | Taikon Kalderaš   | Svezia                                                    |
|                     | American Vlax     | Stati Uniti d'America                                     |
| Vlax meridionale    | Valacco           | Romania                                                   |
|                     | Ihtiman           | Bulgaria (dal nome della città )                          |
|                     | Gurbet            | Serbia e Bosnia                                           |
|                     | Korça             | Albania (dal nome della città )                           |
|                     | Xoraxane italiano | Italia (Xoraxane si traduce come "musulmani" in dialetto) |
|                     | Ajia Varvara      | Grecia (dal nome di un sobborgo di Atene)                 |

## Sistemi di scrittura
Il Romanì Vlax è scritto usando l'ortografia romani, principalmente usando l' alfabeto latino con diversi caratteri aggiuntivi. Nell'area dell'ex Unione Sovietica, tuttavia, può anche essere scritto in caratteri cirillici .